# Adriaan Pars
Adriaan Pars (Den Haag, 16 oktober 1641 - Katwijk, 30 maart 1719) was een Nederlands predikant en schrijver. Hij is vooral bekend geworden door zijn werken over de geschiedenis van de beide Katwijken (Katwijk aan Zee en Katwijk aan den Rijn) en Rijnsburg.

## Leven en werk
Adriaan Pars werd op 16 oktober 1641 in 's-Gravenhage geboren. Hij werd op 12 oktober 1658 ingeschreven aan de Universiteit van Leiden voor de theologische studie. Op 13 mei 1671 werd hij beroepen als predikant van de hervormde kerk van Katwijk aan den Rijn, die viel onder de Classis van Leiden en Nederrijnland. In eerste instantie schreef Adriaan Pars vooral gelegenheidsgedichten en religieuze verhandelingen.
Vanaf 1688 schreef hij een aantal historische werken over de geschiedenis van de streek waar hij predikant was. Hiervoor verzamelde hij alle informatie, die hij maar bijeen kon brengen. Hij raadpleegde niet alleen oude geschriften en boeken van tijdgenoten, maar zocht ook voortdurend contact met professoren aan de Universiteit van Leiden. Voor onderzoekers van de geschiedenis van de Brittenburg en de Abdij van Rijnsburg zijn de werken van Adriaan Pars een bijna onuitputtelijke, maar ongestructureerde bron van weetjes, opinies en afschriften van oorkonden en akten.

## Werken

### Religieuze werken
- 1685 Treurlied van den gekruisten Kristus, of korte inhoud van het geheele lyden van den Messias, na de jaerlykse Leydsche Preekorder, volgens maatzang van de X geboden (Leiden, 1685; herdruk 1698).
- Psalm CX in rijm (1688).
- Keten van Heerlijkheden ter eere van de verheerlijkte Messias aan de regterhand van Jehova. Met de Gevallen van zijn Kerk, en deszelvs vijanden, geschreven en uytgebreyd (Leiden, 1688).
- Messias Vaticinans of de Profeterende Heiland in zijn Vreeselijke en getrouwe Godspraken omtrent Jerusalem en werelds ondergang (1693).
- Teekenen der Tijden over het XXIV hoofdstuk van het Evangelium, na de beschrijving van Mattheus in rijm (Leiden, 1693)

### Geschiedkundige werken
- Otia Cattavicena of Katwijkze Speeluren, Katwijkse Oudheden (Leiden, 1688; in 1701 herdrukt in zijn Naemrol van Batavise en Hollandse schrijvers).
- Rijnsburgse Oudheden en voortreffelijkheden der Abdye (1693).
- "Vervolg der Otia Catavicena", in: Teekenen der Tijden over het XXIV hoofdstuk van het Evangelium, na de beschrijving van Mattheus in rijm (Leiden, 1693).
- Catti aborigines Batavorum. Dat is: De Katten, De Voorouders der Batavieren, ofte de Twee Katwijken, aan See en aan den Rijn. Met de Huisen te Britten en Sand. En van wegen de Naheid van Stoffe en Plaatsen, de Gedenkwaardigheden van het Dorp en Abdye van Rijnsburg (Leiden, 1697).
- Index Batavicus of Naemrol van de Batavise en Hollandse Schryvers van Julius Caesar af, tot dese tijden toe (Leiden, 1701; bevat ook Otia Cattavicena of Katwijkze Speeluren, Katwijkse Oudheden).

- Biografisch Portaal: 54700169
- Digitale Bibliotheek voor de Nederlandse Letteren: pars001
- Gemeinsame Normdatei: 101976340X
- International Standard Name Identifier: 0000 0003 6767 7983
- Nederlandse Thesaurus van Auteursnamen: 069409692
- Virtual International Authority File: 231917556

1. ↑  Gemeinsame Normdatei; geraadpleegd op: 22 december 2014.